# (3547) Серов
(3547) Серов (лат. Serov) — типичный астероид главного пояса, открыт 2 октября 1978 года советским астрономом Людмилой Журавлёвой в Крымской астрофизической обсерватории и 19 октября 1994 года назван в честь русского живописца и графика Валентина Серова.

## Обнаружение и именование
(3547) Серов
Открыт 2 октября 1978 года в Научном Л. В. Журавлёвой.
Назван в память об известном русском художнике Валентине Александровиче Серове (1865—1911).
Оригинальный текст (англ.)3547 Serov
Discovered 1978-10-02 by Zhuravleva, L. at Nauchnyj.
Named in memory of Valentin Alexandrovich Serov (1865—1911), a famous Russian painter.
Источники: DISCOVERY.DB; M.P.C. 24120.

## Орбита

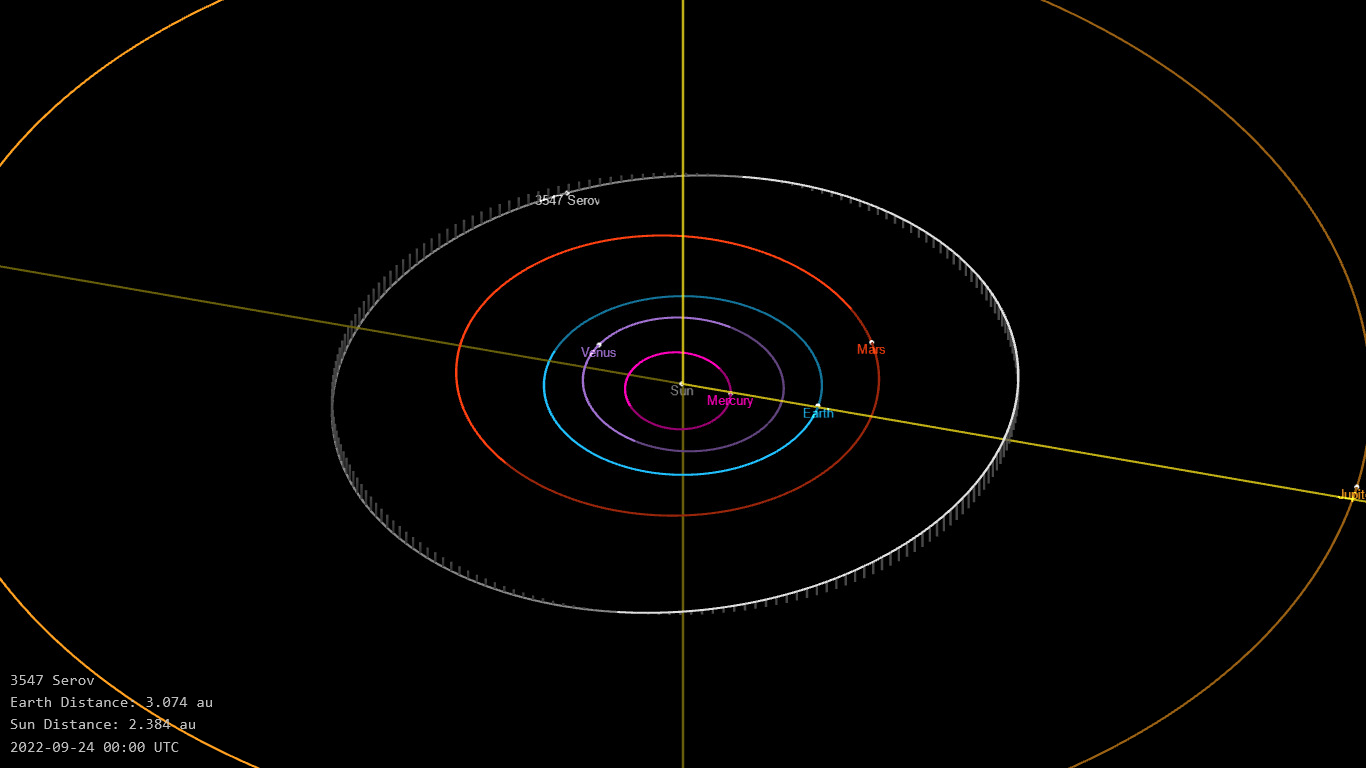
Орбита астероида Серов и его положение в Солнечной системе

## Физические характеристики
Астероид относится к таксономическому классу S.
По результатам наблюдений системы телескопов панорамного обзора и быстрого реагирования Pan-STARRS, наблюдений системы последнего оповещения о столкновении астероида с Землей ATLAS и наблюдений космического телескопа оптического диапазона Gaia абсолютная звёздная величина астероида сначала оценивалась равной 14,23±0,38m, позже — 13,61±0,140m и 14,34±0,88m.